# 혐일류
《혐일류》(嫌日流)는 일본의 만화 혐한류에 대항해 대한민국에서 발매된 만화로, 양병설(본명 방경수)의 혐일류와 김성모의 혐일류 두 종류가 있다.

## 양병설의 혐일류
표지에는 개그화된 일본인과 사계 인물이 일본 열도를 배경으로 청룡도를 내세우고 있는 그림이 있으며, 그 위에는 "명령이다! 일본은 독일을 반의 반의 반만이라도 닮아라!"라는 문구가 한국어로 쓰여져 있다.

## 김성모의 혐일류
독도 문제, 왜 한국이 일본을 싫어하는 이유 등 다양한 소재로 혐한류의 논리를 반박하기 위해 만든 만화이다. 높은 완성도를 갖춘 제대로 된 '혐일류'를 쓰기 위해 일본을 세 번 답사했으며, 야스쿠니 신사도 방문해 취재했다. 억지 주장으로 주변국들과의 대립을 첨예화 시키고 있는 일본의 위정자들에 대한 경계와 함께 논리적인 근거를 들며 반박했다. 다만 한국 혐일류 판매량은 380부 밖에 불과했고, 대신 일본에서의 혐일류 판매량은 2만부가 판매됐다.